# Yale (Míchigan)
Yale es una ciudad ubicada en el condado de St. Clair en el estado estadounidense de Míchigan. En el Censo de 2010 tenía una población de 1955 habitantes y una densidad poblacional de 542,26 personas por km².

## Geografía
Yale se encuentra ubicada en las coordenadas 43°7′42″N 82°47′51″O / 43.12833, -82.79750. Según la Oficina del Censo de los Estados Unidos, Yale tiene una superficie total de 3.61 km², de la cual 3.58 km² corresponden a tierra firme y (0.65%) 0.02 km² es agua.

## Demografía
Según el censo de 2010, había 1955 personas residiendo en Yale. La densidad de población era de 542,26 hab./km². De los 1955 habitantes, Yale estaba compuesto por el 96.78% blancos, el 0.56% eran afroamericanos, el 0.1% eran amerindios, el 0.05% eran asiáticos, el 0% eran isleños del Pacífico, el 0.87% eran de otras razas y el 1.64% pertenecían a dos o más razas. Del total de la población el 1.33% eran hispanos o latinos de cualquier raza.